# Gibocercus nanai
Gibocercus nanai är en insektsart som beskrevs av Szumik 1998. Gibocercus nanai ingår i släktet Gibocercus och familjen Archembiidae. Inga underarter finns listade i Catalogue of Life.